# Province de Ferghana
La province de Ferghana (en ouzbek : Farg'ona viloyati) est une des douze provinces de l'Ouzbékistan. Sa capitale administrative est Ferghana.

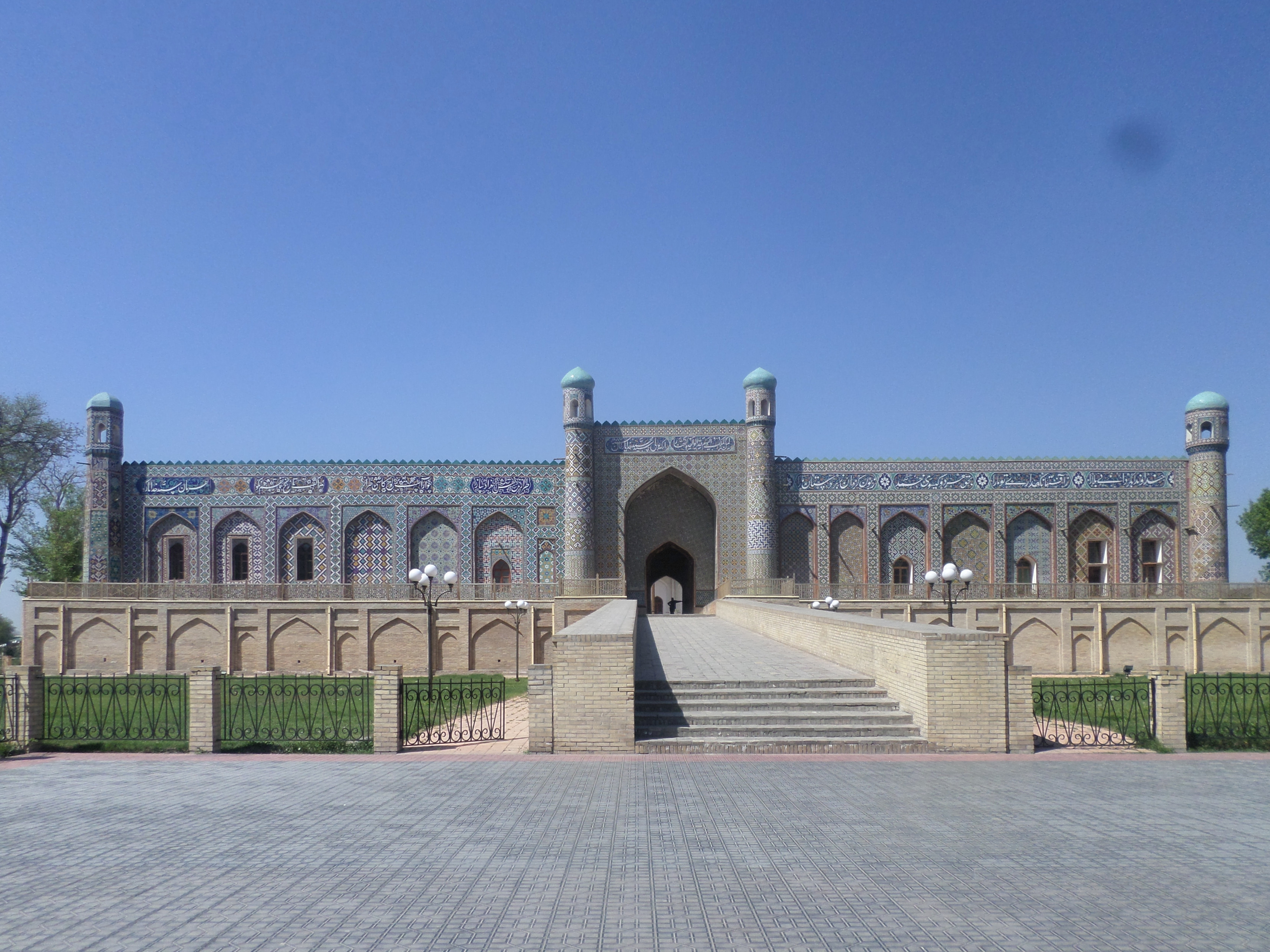
Palais de Khudáyár Khan

La province s'étend sur 6 800 km2 dans l'est du pays. Elle est bordée au nord par les provinces de Namangan et d'Andijan, au sud et à l'ouest par le Kirghizistan et le Tadjikistan.

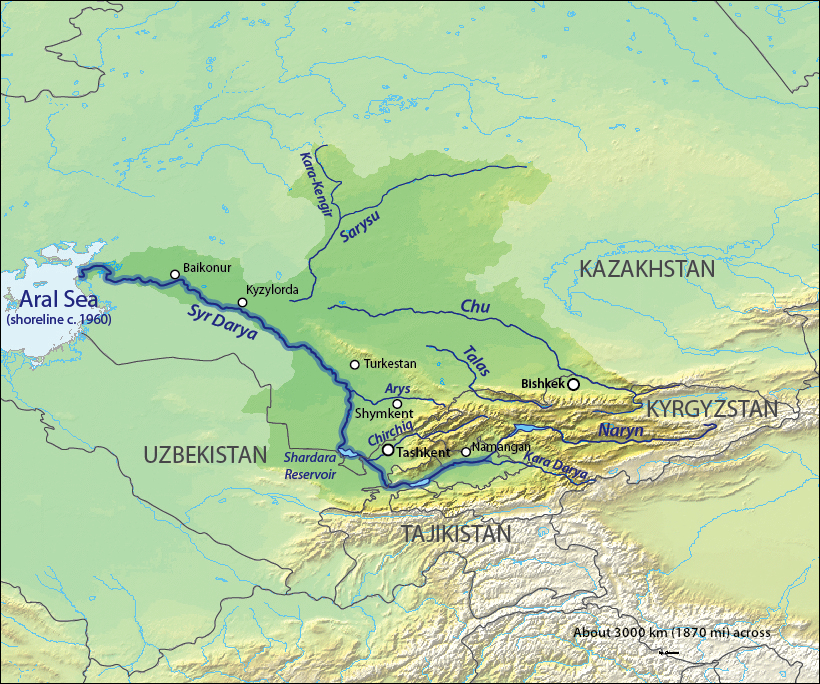
Vallée de Syr Darya.

## Dirigeants
| Nom                        | de                | à                 |
| -------------------------- | ----------------- | ----------------- |
| Mirzajon Islomov           | 4 janvier 1992    | 14 février 1997   |
| Numonjon Mominov           | 14 février 1997   | 2000              |
| Alisher Otaboyev           | 15 janvier 2000   | 15 octobre 2004   |
| Shermat Nurmatov           | 16 octobre 2004   | Octobre 2006      |
| Abduhoshim Abdullayev      | 2006              | Mars 2008         |
| Mamatisoq Gofirov          | Mars 2008         | 12 novembre 2008  |
| Hamidjon Ne'matov          | 19 janvier 2010   | 30 novembre 2011  |
| Shuhratjon G'aniyev        | Novembre 2011     | 25 septembre 2020 |
| Xayrullo Bozorov (intérim) | 25 septembre 2020 | actuel            |